# Xã Divide, Quận Buffalo, Nebraska
Xã Divide (tiếng Anh: Divide Township) là một xã thuộc quận Buffalo, tiểu bang Nebraska, Hoa Kỳ. Năm 2010, dân số của xã này là 386 người.